# State Line (California)
State Line è un insediamento abbandonato nella Contea di Mono in California. Si trova sul confine con lo Stato del Nevada, 10 km a nord nordest di Benton.